# Twin Lakes (Minnesota)
Twin Lakes és una població dels Estats Units a l'estat de Minnesota. Segons el cens del 2000 tenia 168 habitants.

## Demografia
Segons el cens del 2000, Twin Lakes tenia 168 habitants, 80 habitatges, i 44 famílies. La densitat de població era de 135,1 habitants per km².
Dels 80 habitatges en un 22,5% hi vivien nens de menys de 18 anys, en un 46,3% hi vivien parelles casades, en un 7,5% dones solteres, i en un 45% no eren unitats familiars. En el 38,8% dels habitatges hi vivien persones soles el 16,3% de les quals corresponia a persones de 65 anys o més que vivien soles. El nombre mitjà de persones vivint en cada habitatge era de 2,1 i el nombre mitjà de persones que vivien en cada família era de 2,77.
Per edats la població es repartia de la següent manera: un 19% tenia menys de 18 anys, un 11,3% entre 18 i 24, un 24,4% entre 25 i 44, un 29,2% de 45 a 60 i un 16,1% 65 anys o més.
L'edat mediana era de 41 anys. Per cada 100 dones de 18 o més anys hi havia 109,2 homes.
La renda mediana per habitatge era de 31.250 $ i la renda mediana per família de 34.688 $. Els homes tenien una renda mediana de 30.625 $ mentre que les dones 22.321 $. La renda per capita de la població era de 16.258 $. Entorn del 8,1% de les famílies i el 15,2% de la població estaven per davall del llindar de pobresa.

## Poblacions més properes
El següent diagrama mostra les poblacions més properes.